# Großer Preis von Kanada 1985
Der Große Preis von Kanada 1985 (offiziell XXIV Grand Prix du Canada) fand am 16. Juni auf dem Circuit Gilles-Villeneuve in Montreal statt und war das fünfte Rennen der Formel-1-Weltmeisterschaft 1985.

## Berichte

### Hintergrund
Während der vier Wochen, die zwischen dem Großen Preis von Monaco und dem kanadischen Grand Prix lagen, sollte eigentlich der Große Preis von Belgien auf dem Circuit de Spa-Francorchamps ausgetragen werden. Die Teams und Fahrer waren auch allesamt anwesend und nahmen das Training auf. Michele Alboreto qualifizierte sich für die Pole-Position. Im Laufe des zweiten Trainingstages stellte sich jedoch heraus, dass der im Vorfeld der Veranstaltung erneuerte Streckenbelag stellenweise aufplatzte. Da dies ein massives Sicherheitsrisiko darstellte, entschloss man sich erstmals in der Geschichte der Formel 1, ein Rennwochenende nach dem Beginn des offiziellen Zeittrainings abzubrechen. Das Rennen wurde auf einen späteren Zeitpunkt in der Saison verschoben und die Teams reisten ab.
Das Zakspeed-Team entschloss sich zugunsten weiterer Entwicklungsarbeit an Fahrzeug und Motor gegen eine Teilnahme an den beiden Übersee-Rennen in Kanada und den USA.
François Hesnault hatte im Rahmen von Testfahrten auf dem Circuit Paul Ricard in Südfrankreich einen schweren Unfall erlitten, bei dem er von Fangzäunen, die sich um sein Fahrzeug gewickelt hatten, kurzzeitig im Cockpit eingeschlossen wurde. Angesichts dieser Eindrücke entschloss er sich, seine Formel-1-Karriere zu beenden. Er wurde im Team Brabham durch Marc Surer ersetzt.

### Training
Die beiden Lotus-Piloten bildeten die erste Startreihe, wobei Elio de Angelis die Pole-Position vor Ayrton Senna errang. Es folgten die beiden Ferrari von Alboreto und Stefan Johansson vor Alain Prost und Derek Warwick.

### Rennen
Bis zur sechsten Runde bildeten die beiden Lotus 97T eine Doppelspitze. Dann jedoch musste Senna aufgrund eines Schadens am Turbolader die Box ansteuern. Alboreto profitierte davon, indem er den zweiten Rang einnahm und auf den Führenden de Angelis aufholte, an dem er schließlich in der 16. Runde durch ein sehenswertes Manöver auf der Außenbahn einer Kurve vorbeiziehen konnte.
In der 50. Runde gelang es auch Alboretos Teamkollegen Johansson, de Angelis zu überholen. Er sicherte dem Ferrari-Team somit den ersten Doppelsieg seit dem Großen Preis der Niederlande 1983. Den dritten Rang belegte am Ende Prost vor Keke Rosberg, de Angelis und Nigel Mansell.

## Meldeliste
| Team                           | Nr. | Fahrer             | Chassis         | Motor                         | Reifen |
| ------------------------------ | --- | ------------------ | --------------- | ----------------------------- | ------ |
| Marlboro McLaren International | 01  | Niki Lauda         | McLaren MP4/2B  | TAG/Porsche TTE PO1 1.5 V6t   | G      |
| Marlboro McLaren International | 02  | Alain Prost        | McLaren MP4/2B  | TAG/Porsche TTE PO1 1.5 V6t   | G      |
| Tyrrell Racing Organisation    | 03  | Martin Brundle     | Tyrrell 012     | Ford Cosworth DFY 3.0 V8      | G      |
| Tyrrell Racing Organisation    | 04  | Stefan Bellof      | Tyrrell 012     | Ford Cosworth DFY 3.0 V8      | G      |
| Canon Williams Honda Team      | 05  | Nigel Mansell      | Williams FW10   | Honda RA163-E 1.5 V6t         | G      |
| Canon Williams Honda Team      | 06  | Keke Rosberg       | Williams FW10   | Honda RA163-E 1.5 V6t         | G      |
| Motor Racing Developments      | 07  | Nelson Piquet      | Brabham BT54    | BMW M12/13 1.5 L4t            | P      |
| Motor Racing Developments      | 08  | Marc Surer         | Brabham BT54    | BMW M12/13 1.5 L4t            | P      |
| Skoal Bandit Formula 1 Team    | 09  | Manfred Winkelhock | RAM 03          | Hart 415T 1.5 L4t             | P      |
| Skoal Bandit Formula 1 Team    | 10  | Philippe Alliot    | RAM 03          | Hart 415T 1.5 L4t             | P      |
| John Player Special Team Lotus | 11  | Elio de Angelis    | Lotus 97T       | Renault EF4 1.5 V6t           | G      |
| John Player Special Team Lotus | 12  | Ayrton Senna       | Lotus 97T       | Renault EF4 1.5 V6t           | G      |
| Équipe Renault Elf             | 15  | Patrick Tambay     | Renault RE60    | Renault EF4B 1.5 V6t          | G      |
| Équipe Renault Elf             | 16  | Derek Warwick      | Renault RE60    | Renault EF4B 1.5 V6t          | G      |
| Barclay Arrows BMW             | 17  | Gerhard Berger     | Arrows A8       | BMW M12/13 1.5 L4t            | G      |
| Barclay Arrows BMW             | 18  | Thierry Boutsen    | Arrows A8       | BMW M12/13 1.5 L4t            | G      |
| Toleman Group Motorsport       | 19  | Teo Fabi           | Toleman TG185   | Hart 415T 1.5 L4t             | P      |
| Benetton Team Alfa Romeo       | 22  | Riccardo Patrese   | Alfa Romeo 185T | Alfa Romeo 890T 1.5 V8t       | G      |
| Benetton Team Alfa Romeo       | 23  | Eddie Cheever      | Alfa Romeo 185T | Alfa Romeo 890T 1.5 V8t       | G      |
| Osella Squadra Corse           | 24  | Piercarlo Ghinzani | Osella FA1G     | Alfa Romeo 890T 1.5 V8t       | P      |
| Équipe Ligier                  | 25  | Andrea de Cesaris  | Ligier JS25     | Renault EF4B 1.5 V6t          | P      |
| Équipe Ligier                  | 26  | Jacques Laffite    | Ligier JS25     | Renault EF4B 1.5 V6t          | P      |
| Scuderia Ferrari SpA SEFAC     | 27  | Michele Alboreto   | Ferrari 156/85  | Ferrari 031 1.5 V6t           | G      |
| Scuderia Ferrari SpA SEFAC     | 28  | Stefan Johansson   | Ferrari 156/85  | Ferrari 031 1.5 V6t           | G      |
| Minardi F1 Team                | 29  | Pierluigi Martini  | Minardi M185    | Motori Moderni 615-90 1.5 V6t | P      |

## Klassifikationen

### Qualifying
| Pos. | Fahrer             | Konstrukteur           | Qualifikationstraining 1 | Qualifikationstraining 1 | Qualifikationstraining 2 | Qualifikationstraining 2 | Start |
| Pos. | Fahrer             | Konstrukteur           | Zeit                     | Ø-Geschwindigkeit        | Zeit                     | Ø-Geschwindigkeit        | Start |
| ---- | ------------------ | ---------------------- | ------------------------ | ------------------------ | ------------------------ | ------------------------ | ----- |
| 01   | Elio de Angelis    | Lotus-Renault          | 1:26,895                 | 182,703 km/h             | 1:24,567                 | 187,733 km/h             | 01    |
| 02   | Ayrton Senna       | Lotus-Renault          | 1:25,399                 | 185,904 km/h             | 1:24,816                 | 187,182 km/h             | 02    |
| 03   | Michele Alboreto   | Ferrari                | 1:25,127                 | 186,498 km/h             | 1:25,832                 | 184,966 km/h             | 03    |
| 04   | Stefan Johansson   | Ferrari                | 1:27,870                 | 180,676 km/h             | 1:25,170                 | 186,404 km/h             | 04    |
| 05   | Alain Prost        | McLaren-TAG-Porsche    | 1:25,977                 | 184,654 km/h             | 1:25,557                 | 185,561 km/h             | 05    |
| 06   | Derek Warwick      | Renault                | 1:26,801                 | 182,901 km/h             | 1:25,622                 | 185,420 km/h             | 06    |
| 07   | Thierry Boutsen    | Arrows-BMW             | 1:28,241                 | 179,916 km/h             | 1:25,846                 | 184,936 km/h             | 07    |
| 08   | Keke Rosberg       | Williams-Honda         | 1:26,255                 | 184,059 km/h             | 1:26,097                 | 184,397 km/h             | 08    |
| 09   | Nelson Piquet      | Brabham-BMW            | 1:27,004                 | 182,474 km/h             | 1:26,301                 | 183,961 km/h             | 09    |
| 10   | Patrick Tambay     | Renault                | 1:26,959                 | 182,569 km/h             | 1:26,340                 | 183,878 km/h             | 10    |
| 11   | Eddie Cheever      | Alfa Romeo             | 1:27,638                 | 181,154 km/h             | 1:26,354                 | 183,848 km/h             | 11    |
| 12   | Gerhard Berger     | Arrows-BMW             | 1:30,826                 | 174,796 km/h             | 1:26,743                 | 183,023 km/h             | 12    |
| 13   | Riccardo Patrese   | Alfa Romeo             | 1:28,081                 | 180,243 km/h             | 1:26,995                 | 182,493 km/h             | 13    |
| 14   | Manfred Winkelhock | RAM-Hart               | 1:31,147                 | 174,180 km/h             | 1:27,266                 | 181,927 km/h             | 14    |
| 15   | Andrea de Cesaris  | Ligier-Renault         | 1:28,746                 | 178,893 km/h             | 1:27,403                 | 181,641 km/h             | 15    |
| 16   | Nigel Mansell      | Williams-Honda         | 1:28,367                 | 179,660 km/h             | 1:27,728                 | 180,968 km/h             | 16    |
| 17   | Niki Lauda         | McLaren-TAG-Porsche    | 1:28,126                 | 180,151 km/h             | 1:28,130                 | 180,143 km/h             | 17    |
| 18   | Teo Fabi           | Toleman-Hart           | 1:29,910                 | 176,577 km/h             | 1:28,625                 | 179,137 km/h             | 18    |
| 19   | Jacques Laffite    | Ligier-Renault         | 1:29,730                 | 176,931 km/h             | 1:28,750                 | 178,885 km/h             | 19    |
| 20   | Marc Surer         | Brabham-BMW            | 1:30,206                 | 175,997 km/h             | 1:29,473                 | 177,439 km/h             | 20    |
| 21   | Philippe Alliot    | RAM-Hart               | 1:29,501                 | 177,383 km/h             | 1:36,960                 | 163,738 km/h             | 21    |
| 22   | Piercarlo Ghinzani | Osella-Alfa Romeo      | 1:32,299                 | 172,006 km/h             | 1:31,576                 | 173,364 km/h             | 22    |
| 23   | Stefan Bellof      | Tyrrell-Ford           | 1:32,586                 | 171,473 km/h             | 1:31,733                 | 173,067 km/h             | 23    |
| 24   | Martin Brundle     | Tyrrell-Ford           | 1:32,760                 | 171,151 km/h             | 1:31,923                 | 172,710 km/h             | 24    |
| 25   | Pierluigi Martini  | Minardi-Motori Moderni | 1:34,985                 | 167,142 km/h             | 1:47,148                 | 148,169 km/h             | 25    |

### Rennen
| Pos. | Fahrer             | Konstrukteur           | Runden | Stopps | Zeit        | Start | Schnellste Runde |
| ---- | ------------------ | ---------------------- | ------ | ------ | ----------- | ----- | ---------------- |
| 01   | Michele Alboreto   | Ferrari                | 70     | 0      | 1:46:01,813 | 03    | 1:28,637 (28.)   |
| 02   | Stefan Johansson   | Ferrari                | 70     | 0      | + 1,957     | 04    | 1:28,651 (44.)   |
| 03   | Alain Prost        | McLaren-TAG-Porsche    | 70     | 0      | + 4,341     | 05    | 1:28,755 (64.)   |
| 04   | Keke Rosberg       | Williams-Honda         | 70     | 2      | + 27,821    | 08    | 1:27,611 (51.)   |
| 05   | Elio de Angelis    | Lotus-Renault          | 70     | 0      | + 43,349    | 01    | 1:29,156 (38.)   |
| 06   | Nigel Mansell      | Williams-Honda         | 70     | 0      | + 1:17,878  | 16    | 1:29,331 (50.)   |
| 07   | Patrick Tambay     | Renault                | 69     | 0      | + 1 Runde   | 10    | 1:28,863 (46.)   |
| 08   | Jacques Laffite    | Ligier-Renault         | 69     | 0      | + 1 Runde   | 19    | 1:30,324 (54.)   |
| 09   | Thierry Boutsen    | Arrows-BMW             | 68     | 0      | + 2 Runden  | 07    | 1:31,688 (06.)   |
| 10   | Riccardo Patrese   | Alfa Romeo             | 68     | 0      | + 2 Runden  | 13    | 1:31,978 (24.)   |
| 11   | Stefan Bellof      | Tyrrell-Ford           | 68     | 0      | + 2 Runden  | 23    | 1:33,085 (56.)   |
| 12   | Martin Brundle     | Tyrrell-Ford           | 68     | 0      | + 2 Runden  | 24    | 1:32,485 (55.)   |
| 13   | Gerhard Berger     | Arrows-BMW             | 67     | 0      | + 3 Runden  | 12    | 1:31,735 (15.)   |
| 14   | Andrea de Cesaris  | Ligier-Renault         | 67     | 1      | + 3 Runden  | 15    | 1:30,070 (45.)   |
| 15   | Marc Surer         | Brabham-BMW            | 67     | 0      | + 3 Runden  | 20    | 1:32,286 (40.)   |
| 16   | Ayrton Senna       | Lotus-Renault          | 65     | 1      | + 5 Runden  | 02    | 1:27,445 (45.)   |
| 17   | Eddie Cheever      | Alfa Romeo             | 64     | 2      | + 6 Runden  | 11    | 1:28,481 (64.)   |
| –    | Pierluigi Martini  | Minardi-Motori Moderni | 57     | 2      | DNF         | 25    | 1:36,757 (07.)   |
| –    | Niki Lauda         | McLaren-TAG-Porsche    | 37     | 0      | DNF         | 17    | 1:30,433 (29.)   |
| –    | Piercarlo Ghinzani | Osella-Alfa Romeo      | 35     | 0      | DNF         | 22    | 1:35,136 (05.)   |
| –    | Philippe Alliot    | RAM-Hart               | 28     | 1      | DNF         | 21    | 1:32,325 (25.)   |
| –    | Derek Warwick      | Renault                | 25     | 0      | DNF         | 06    | 1:31,367 (22.)   |
| –    | Manfred Winkelhock | RAM-Hart               | 5      | 0      | DNF         | 14    | 1:33,690 (04.)   |
| –    | Teo Fabi           | Toleman-Hart           | 3      | 0      | DNF         | 18    | 1:35,539 (02.)   |
| –    | Nelson Piquet      | Brabham-BMW            | 0      | 0      | DNF         | 09    | –                |

## WM-Stände nach dem Rennen
Die ersten sechs des Rennens bekamen 9, 6, 4, 3, 2 bzw. 1 Punkt(e). In der Fahrerwertung wurden die besten elf Resultate, in der Konstrukteurswertung alle Resultate gewertet.

### Fahrerwertung
| Pos. | Fahrer            | Konstrukteur           | Punkte |
| ---- | ----------------- | ---------------------- | ------ |
| 01   | Michele Alboreto  | Ferrari                | 27     |
| 02   | Alain Prost       | McLaren-TAG-Porsche    | 22     |
| 03   | Elio de Angelis   | Lotus-Renault          | 22     |
| 04   | Patrick Tambay    | Renault                | 10     |
| 05   | Ayrton Senna      | Lotus-Renault          | 9      |
| 06   | Stefan Johansson  | Ferrari / Tyrrell-Ford | 7      |
| 07   | Thierry Boutsen   | Arrows-BMW             | 6      |
| 08   | Nigel Mansell     | Williams-Honda         | 5      |
| 09   | Niki Lauda        | McLaren-TAG-Porsche    | 3      |
| 10   | René Arnoux       | Ferrari                | 3      |
| 11   | Andrea de Cesaris | Ligier-Renault         | 3      |
| 12   | Keke Rosberg      | Williams-Honda         | 3      |
| 13   | Derek Warwick     | Renault                | 2      |
| 14   | Jacques Laffite   | Ligier-Renault         | 2      |
| 15   | Stefan Bellof     | Tyrrell-Ford           | 1      |

| Pos. | Fahrer             | Konstrukteur      | Punkte |
| ---- | ------------------ | ----------------- | ------ |
| 16   | Martin Brundle     | Tyrrell-Ford      | 0      |
| 17   | Nelson Piquet      | Brabham-BMW       | 0      |
| 18   | Piercarlo Ghinzani | Osella-Alfa Romeo | 0      |
| 19   | Philippe Alliot    | RAM-Hart          | 0      |
| 20   | Riccardo Patrese   | Alfa Romeo        | 0      |
| 21   | Jonathan Palmer    | Zakspeed          | 0      |
| 22   | Manfred Winkelhock | RAM-Hart          | 0      |
| 23   | Gerhard Berger     | Arrows-BMW        | 0      |
| 24   | Marc Surer         | Brabham-BMW       | 0      |
| 25   | Eddie Cheever      | Alfa Romeo        | 0      |
| –    | Pierluigi Martini  | Minardi-Ford      | 0      |
| –    | François Hesnault  | Brabham-BMW       | 0      |
| –    | Mauro Baldi        | Spirit-Hart       | 0      |
| –    | Teo Fabi           | Toleman-Hart      | 0      |

### Konstrukteurswertung
| Pos. | Konstrukteur        | Punkte |
| ---- | ------------------- | ------ |
| 01   | Ferrari             | 37     |
| 02   | Lotus-Renault       | 31     |
| 03   | McLaren-TAG-Porsche | 25     |
| 04   | Renault             | 12     |
| 05   | Williams-Honda      | 8      |
| 06   | Arrows-BMW          | 6      |
| 07   | Ligier-Renault      | 5      |
| 08   | Tyrrell-Ford        | 1      |

| Pos. | Konstrukteur      | Punkte |
| ---- | ----------------- | ------ |
| 09   | Brabham-BMW       | 0      |
| 10   | Osella-Alfa Romeo | 0      |
| 11   | RAM-Hart          | 0      |
| 12   | Zakspeed          | 0      |
| 13   | Alfa Romeo        | 0      |
| –    | Minardi-Ford      | 0      |
| –    | Spirit-Hart       | 0      |
| –    | Toleman-Hart      | 0      |